# 12.º governo republicano (Portugal)
O 12.º governo da Primeira República Portuguesa, nomeado a 29 de novembro de 1915 e exonerado a 15 de março de 1916, foi liderado por Afonso Costa. Daria lugar ao chamado Governo da União Sagrada.
A sua constituição era a seguinte:
| Cargo                              | Detentor | Detentor                                   | Período                                      |
| ---------------------------------- | -------- | ------------------------------------------ | -------------------------------------------- |
| Presidente do Ministério           |          | Afonso Costa (1871–1937)                   | 29 de novembro de 1915 a 15 de março de 1916 |
| Ministro do Interior               |          | Artur de Almeida Ribeiro (1865–1943)       | 29 de novembro de 1915 a 15 de março de 1916 |
| Ministro da Justiça e dos Cultos   |          | João Catanho de Meneses (1854–1942)        | 29 de novembro de 1915 a 15 de março de 1916 |
| Ministro das Finanças              |          | Afonso Costa (1871–1937)                   | 29 de novembro de 1915 a 15 de março de 1916 |
| Ministro da Guerra                 |          | José Norton de Matos (1867–1955)           | 29 de novembro de 1915 a 15 de março de 1916 |
| Ministro da Marinha                |          | Vítor Hugo de Azevedo Coutinho (1871–1955) | 29 de novembro de 1915 a 15 de março de 1916 |
| Ministro dos Negócios Estrangeiros |          | Augusto Soares (1873–1954)                 | 29 de novembro de 1915 a 15 de março de 1916 |
| Ministro do Fomento                |          | António Maria da Silva (1872–1950)         | 29 de novembro de 1915 a 15 de março de 1916 |
| Ministro das Colónias              |          | Alfredo Rodrigues Gaspar (1865–1938)       | 29 de novembro de 1915 a 15 de março de 1916 |
| Ministro da Instrução Pública      |          | Frederico Ferreira de Simas (1872–1945)    | 29 de novembro de 1915 a 15 de março de 1916 |